# Bankja

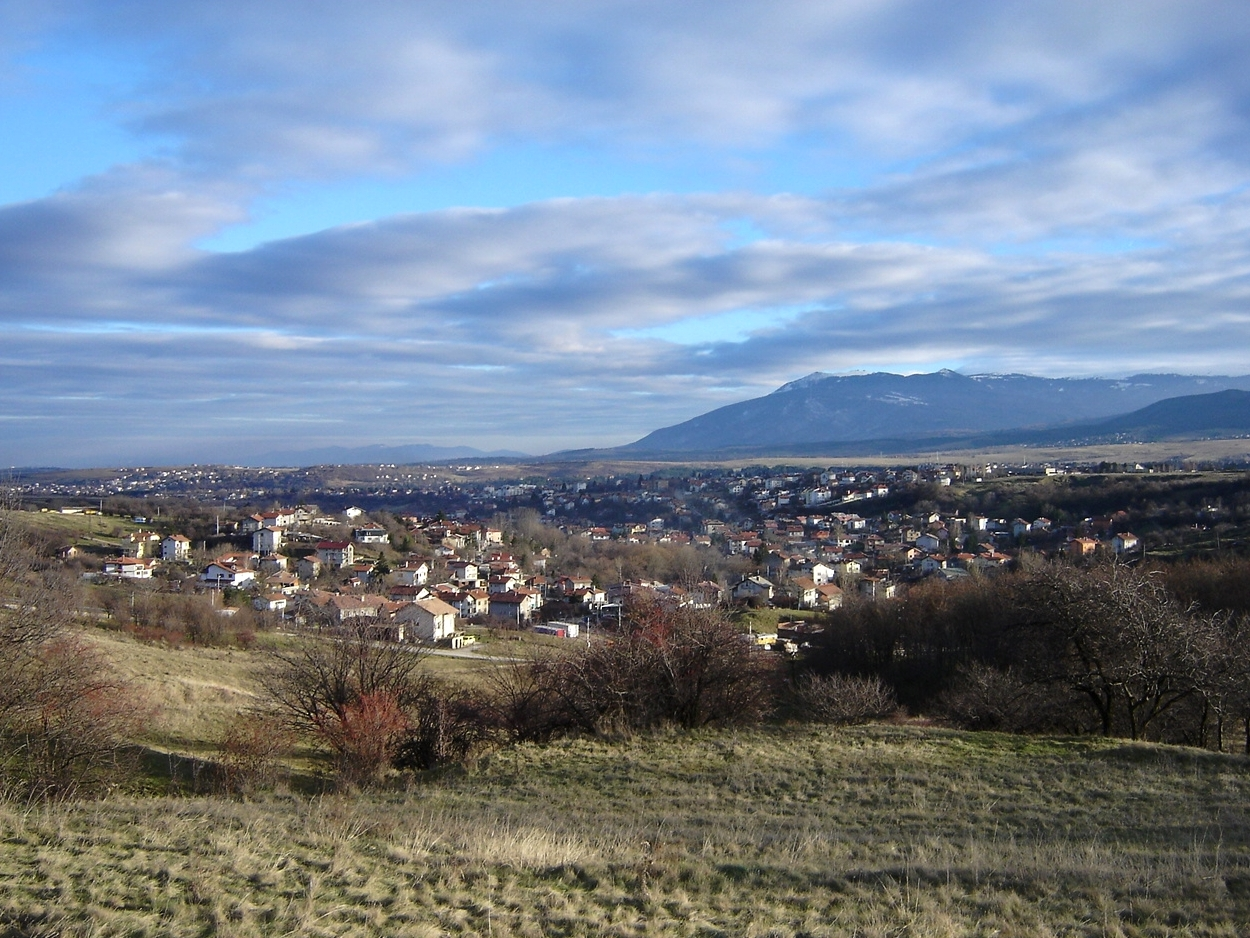
Bankja mit Sofia und dem Berg Witoscha im Hintergrund

Bankja, auch Bankya oder Bankia, ist eine Stadt und ein Bezirk im westlichen Bulgarien. 1969 wurde sie zur Stadt erhoben und ist seit 1979 ein Teil der Oblast Sofia-Stadt.
Die Stadt liegt zehn Kilometer westlich von Sofia am Fuß des Berges Ljulin auf einer mittleren Höhe von 695 Metern. Die Wirtschaft beruht auf Tourismus und Badebetrieb. Der Bezirk ist bekannt für seine Mineralquellen und hat eine lange Tradition für medizinische Behandlungen. Der Name der Stadt kommt von dem Begriff bankja, der heiße Quellen bedeutet und eine Diminutiv von banja (Bad) ist.
Die ersten nachgewiesenen Bewohner waren Thraker vor circa 2500 Jahren. Archäologische Grabungen haben Gebäude aus der Römerzeit und Bronzeteile aus dem 4.–5. Jahrhundert nachgewiesen. Die erste urkundliche Erwähnung als Bankja erscheint im 15. Jahrhundert, die ursprünglichen Dörfer Verdikal, Gradoman und Michailowo sind jetzt Bestandteil der Stadt.
Bankja ist der Geburtsort des ehemaligen bulgarischen Premierministers Bojko Borissow. Zudem ist die Stadt seit 2010 Namensgeber für den Bankya Peak, einen Berg im Grahamland in der Antarktis.

## Sehenswürdigkeiten

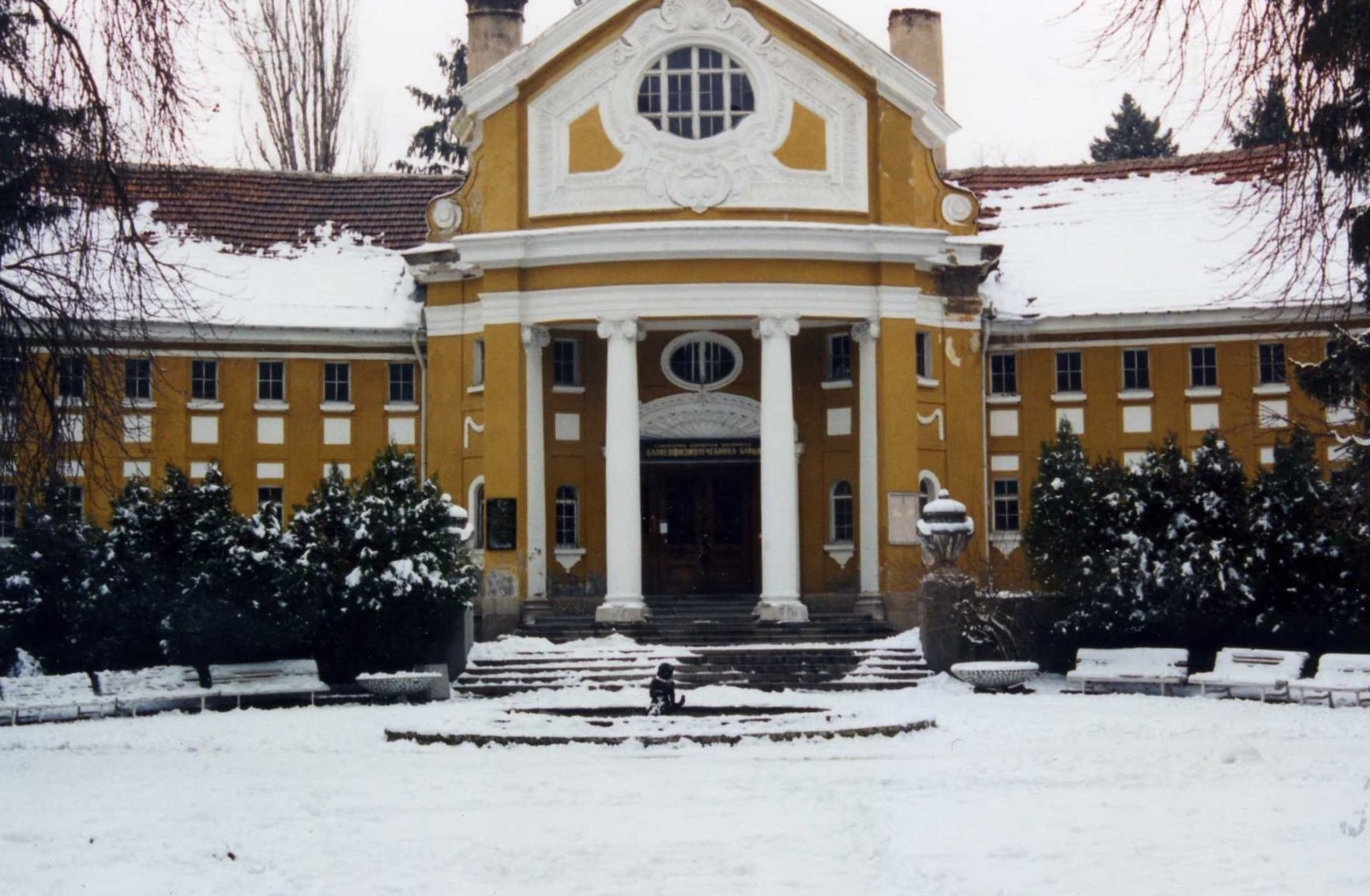
Mineralbäder in Bankja

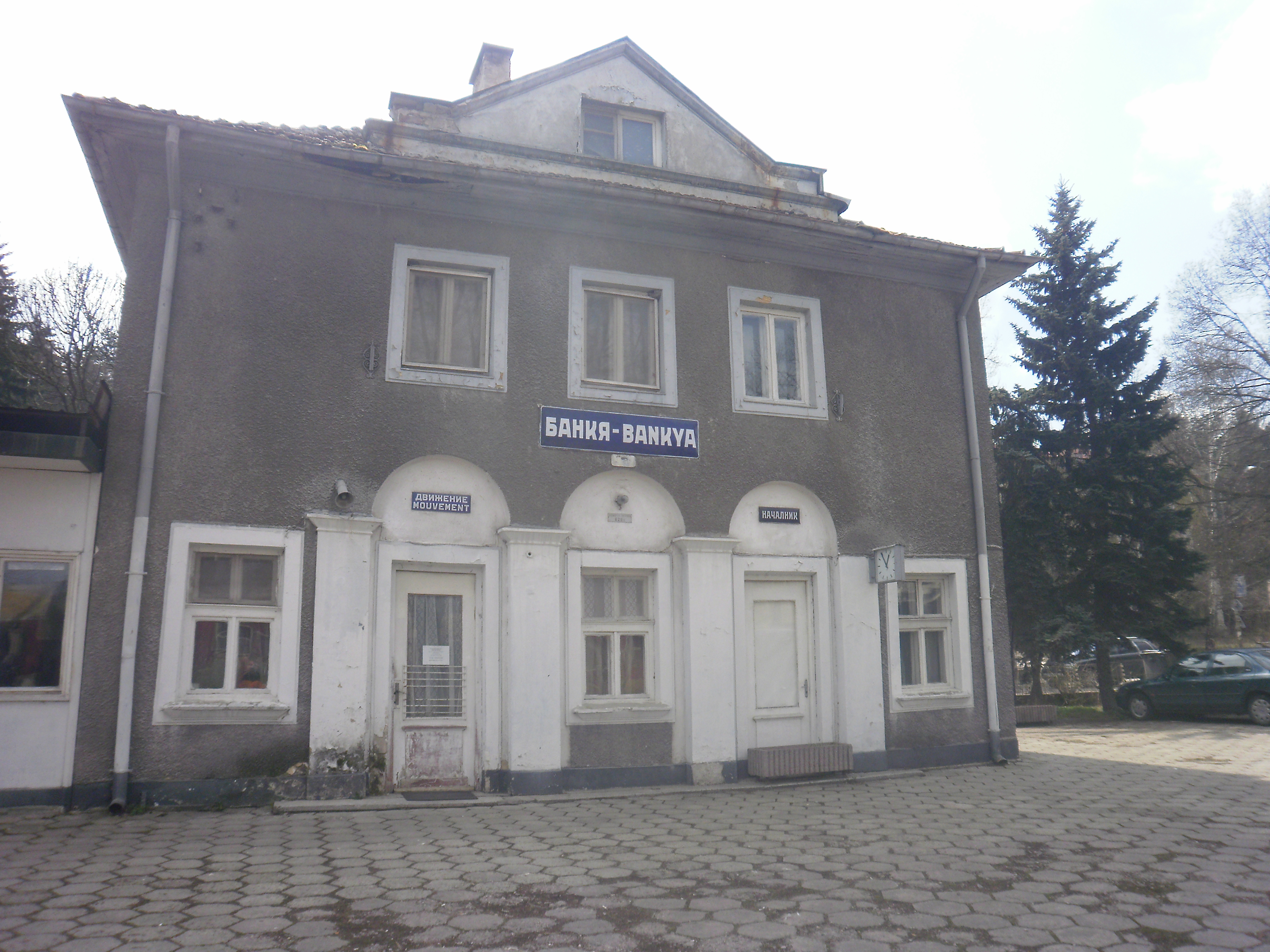
Hauptbahnhof

- „Vazovs Eiche“, Iwan Wasows bekannter Ruheplatz.
- Die Märtyrerkirche Quiricus und Julitta, die im Jahre 1932 gebaut und vom Bischof Stephen von Sofia geweiht wurde.
- Der frühere Präsidentenpalast, der heute ein Golfclub ist.
- Bankya Palace, ein Badehotel.
- Die Mineralbäder in Bankja, die 1907–1910 nach einem Entwurf des Münchner Architekten Carl Hocheder gebaut wurden.